# 33933 Timlister
33933 Timlister este o planetă minoră (asteroid) din centura de asteroizi. A fost descoperită pe 9 iunie 2000 la Stația Anderson Mesa de Lowell Observatory Near-Earth-Object Search. 
Obiectul prezintă o orbită caracterizată de o semiaxă mare de 2,1869778 UAi, o excentricitate de 0,21, o înclinație de 1,08242 ° în raport cu ecliptica.